# Таарна, Инна Николаевна
И́нна Та́арна (эст. Inna Taarna; 20 августа 1926, Таллин — 30 января 2015, Таллин) — советская эстонская актриса и театральный педагог, театровед.

## Биография
Родилась в 1926 году в Таллине, урождённая Инна Николаевна Транкман. Отец — офицер Николай Транкман, мать — балерина Надежда Цыганкова-Таарна.
На сцене с 13 лет, когда в 1943 году будучи в войну в эвакуации в Ярославле выступала с матерью в составе в Государственных ансамблей Эстонии.
После войны поступила в Эстонский государственный театральный институт, который окончила в 1949 году.
В 1949—1976 годах — актриса Таллинского драматического театра им. Кингисеппа.
Выступала на концертной сцене, на эстонском радио и на эстонском телевидении, снималась в кино.
С 1973 по 1988 год преподавала на режиссерском факультете Таллиннского педагогического института.
Автор ряда книг по истории эстонского театра, в том числе биографических книг об Ильмаре Таммуре (1997), своём муже Каареле Карме («Листая страницы», 1983), мемуаров «Оглядываясь назад во времени» (2003).
Почётный член Союза эстонских актеров, членом которого была с 1950 года, лауреат Премии имени Прийта Пыльдрооса (2004).
Умерла в 2015 году в Таллине.

## Личная жизнь
Первым браком была замужем за актёром Юри Ярветом (познакомились в институте, брак в период 1948—1958), вторым — за актёром Каарелом Карме.

## Фильмография
Снялась в трёх фильмах киностудии «Таллинфильм»:
- 1956 — На задворках / Tagahoovis — проститутка «мамочки» Труде
- 1957 — На повороте / Pöördel — Тииа, секретарша
- 1960 — Актёр Йоллер / Näitleja Joller — коллега Йоллера по театру